# Lijst van beelden in Tietjerksteradeel
Dit is een (onvolledige) chronologische lijst van beelden in Tietjerksteradeel. Onder een beeld wordt hier verstaan elk driedimensionaal kunstwerk in de openbare ruimte van de Nederlandse gemeente Tietjerksteradeel, waarbij beeld wordt gebruikt als verzamelbegrip voor sculpturen, standbeelden, installaties, gedenktekens en overige beeldhouwwerken.
| Geplaatst | Omschrijving                                                               | Kunstenaar                         | Straat                                                            | Plaats      | Materiaal                                             | Afbeelding                             |
| --------- | -------------------------------------------------------------------------- | ---------------------------------- | ----------------------------------------------------------------- | ----------- | ----------------------------------------------------- | -------------------------------------- |
| 1945      | Jongen met hond                                                            | Tjipke Visser                      | Rengersweg 98B, bij Stania State                                  | Oenkerk     | Euville                                               | Tjipke Visser,1945                     |
| 1947      | Plaquette Theo van Welderen Rengers                                        | Nina Baanders-Kessler              | Wynzerdijk, aan gevel kerk                                        | Oenkerk     | Brons                                                 | Nina Baanders-Kessler,1947             |
| 1958      | I.W.G.L.                                                                   | Chris Fokma                        | Rijksstraatweg, bij Pompstation Jhr. E.C.Storm van ’s Gravesande  | Noordbergum | koper                                                 | Chris Fokma,1958                       |
| 1963      | Borstbeeld van Ds.A.S. Talma                                               | Bertus Sondaar                     | Raadhuisweg, voor het gemeentehuis                                | Bergum      | Brons                                                 | L.H.Sondaar,1963                       |
| 1967      | Lezend meisje                                                              | Maria van Everdingen               | Schoolstraat 27, bij Openbare Bibliotheek                         | Bergum      | Steen                                                 | Maria van Everdingen,1967              |
| 1969      | Jong helpt oud                                                             | Mindert Wilstra                    | Rijksstraatweg, bij Nieuw Toutenburg                              | Noordbergum | Beton                                                 | Mindert Wiltstra,1969                  |
| 1971      | It lemieren                                                                | Jentsje Popma                      | Wylgekamp 59                                                      | Tietjerk    | Keramiek                                              | Jentsje Popma,1971                     |
| 1972      | Thrimwalda                                                                 | Klaas Walta                        | O. Postmastrjitte 6, bij OBS Thrimwaldaskoalle                    | Giekerk     | Keramiek                                              | Klaas Walta,1972                       |
| 1973      | Levensboom                                                                 | Klaas Walta                        | Reidfjild 1, bij OBS Master Fennemaskoalle                        | Tietjerk    | Keramiek                                              | Klaas Walta,1973                       |
| 1976      | Marijke                                                                    | David van Kampen                   | Hoek Veldmansweg/Van Cronenburgweg                                | Noordbergum | Italiaans graniet                                     | David van Kampen,1976                  |
| 1976      | Heilige grond                                                              | Jaap van der Meij                  | Koumarwei, bij de elektriciteitscentrale                          | Bergum      | Aluminiumbeton                                        | Jaap van der Meij,1976                 |
| 1977      | De Fisker                                                                  | David van Kampen                   | Wiidswei, aan de oever van It Wiid                                | Eernewoude  | Basalt                                                | David van Kampen,1977                  |
| 1977      | Spelende kinderen                                                          | David van Kampen                   | Fugelweide 2, bij obs Nye Winninghe                               | Hardegarijp | Belgisch hardsteen                                    | David van Kampen,1977                  |
| 1977      | Vis,Zon,Duif                                                               | Roelof Lens                        | CBS Ichthusschool, S. Kloostermanstrjitte 44                      | Giekerk     | koper                                                 | Vis,zon, duif                          |
| 1978      | Organische vormen uit het Pleistoceen                                      | David van Kampen                   | Politiebureau, Prins Bernhardstraat 1                             | Burgum      | Gelast en gesmeed koperplaat op een bed van keien     | Organische vormen uit het Pleistosceen |
| 1980      | Hantsjemieren                                                              | Guus Hellegers                     | Noordereind                                                       | Suawoude    | Belgisch hardsteen                                    | Hantsjemieren                          |
| 1980      | De betekenis van kleur                                                     | Wybe Bosch                         | Dorpshuis De Kamp, Knilles Wytseswei 15                           | Suameer     | staal                                                 | De betekenis van kleur                 |
| 1981      | Boartsjende bern                                                           | Annet Haring                       | Buorrefinnewei 2, bij CBS De Finne                                | Eestrum     | Brons                                                 | Annet Haring,1981                      |
| 1981      | Opgestapelde boeken                                                        | Chris Fokma                        | Openbare bibliotheek, S. Kloostermanstrjitte 6                    | Giekerk     | staalplaat                                            | Opgestapelde boeken                    |
| 1982      | Zonder titel                                                               | Heine Noordstra                    | CBS De Paadwizer, Van Haersmasingel 6                             | Oenkerk     | beton                                                 | Zonder titel 2 (Oenkerk)               |
| 1982      | Schippersvrouw                                                             | Anne Woudwijk                      | bij de brug aan het Súderein                                      | Tietjerk    | Belgisch hardsteen                                    | Schippersvrouw                         |
| 1982      | Doarpsmienskip                                                             | Chris Fokma                        | Greate Buorren / Tsjerkepaed                                      | Garijp      | keramiek                                              | Doarpsmienskip                         |
| 1983      | Moeder met kind                                                            | Karianne Krabbendam                | Prinses Irenestraat 34                                            | Bergum      | keramiek                                              | Moeder en kind (Bergum)                |
| 1984      | De Broekophalder (De Broekophouder)                                        | Aizo Betten                        | It Breed                                                          | Oostermeer  | Brons                                                 |                                        |
| 1985      | Brêgebidler                                                                | Karianne Krabbendam                | Bij de brug over de Murk , Van Sminiawei                          | Oudkerk     | Brons                                                 | Brêgebidler                            |
| 1985      | De Túnker                                                                  | Gosse Dam                          | Schoolstraat                                                      | Bergum      | Brons                                                 | De túnker                              |
| 1985      | Iepen doar                                                                 | Wilco Berga                        | Gemeentehuis, Raadhuisweg 7                                       | Bergum      | beton                                                 | Iepen doar                             |
| 1986      | De Leiker                                                                  | Frans Ram                          | Bij de brug, Binnendyk                                            | Rijperkerk  | Brons                                                 |                                        |
| 1986      | Sûnder titel                                                               | Anke Kuypers                       | Sporthal De Hege Fiif, Van Helsdingenstraat 2                     | Hardegarijp | Geëmailleerd staal                                    | Anke Kuypers, 1986                     |
| 1986      | Hendrik Bulthuis                                                           | Gosse Dam                          | Jachthaven Bergumerdaam, Bergumerdam                              | Bergum      | Brons                                                 | Hendrik Bulthuis                       |
| 1986      | De Opstap                                                                  | Tjibbe Hooghiemstra                | OBS De Opstap, Heemstrasingel 45                                  | Oenkerk     | hardsteen/marmer                                      | De opstap                              |
| 1986      | Tryntsje en har sân soannen                                                | Annet Haring                       | Hoek Rengersweg / Heemstrasingel                                  | Oenkerk     | brons                                                 | Tryntsje my har sân soannen            |
| 1990      | 'Zitelement                                                                | Henk Rusman                        | Aan de oever van de Lits, Teije Tolstraat                         | Oostermeer  | hout en r.v.s.                                        | Zitelement                             |
| 1990      | De Flaaksrûpelers                                                          | Gosse Dam                          | kruispunt Dr. Kijlstrawei/J. Binneswei                            | Molenend    | Franse kalksteen                                      | Gosse Dam,1990                         |
| 1990      | De Fjouwer Tinzen                                                          | Gerlof Hamersma                    | hoek Easteromwei en de Reidroas                                   | Hardegarijp | beton en staal                                        | De fjouwer tinzen                      |
| 1991      | Otter                                                                      | Janneke Ros                        | Bij de passantenhaven, Wiidswei                                   | Eernewoude  | brons                                                 | Otter                                  |
| 1992      | Zonder titel                                                               | Henk Rusman                        | Bij sporthal De Hege Wâlden, Van Haersmasingel 38                 | Oenkerk     | staal en r.v.s                                        | Henk Rusman,1992                       |
| 1993      | Krusende silen                                                             | Hilda Kanselaar                    | Miedemawei                                                        | Oudkerk     | staal                                                 | Hilda Kanselaar,1993                   |
| 1993      | Speelplastiek                                                              | Jan Dekker                         | OBS Dûbel Ien, Ds. Oosterhuisstraat 33                            | Suawoude    | staal                                                 | Speelplastiek (Suwâld)                 |
| 1993      | Markeerpunt                                                                | Marco Goldenbeld                   | Openbare Bibliotheek, Schoolstraat 27                             | Bergum      | roestvrij staal/bovenste element gepatineerd koper    | Markeerpunt                            |
| 1993      | Omrin fan it wetter                                                        | Frans Ram                          | Rotonde Pieter Hylkemastraat                                      | Noordbergum | roestvrij staal en hardsteen                          | Omrin fan it wetter                    |
| 1995      | Grafmonument t.h.a.Limburgse evacués                                       | Klaas Bokma                        | Kerkhof bij NH Kerk, Canterlandseweg                              | Giekerk     | beton                                                 | Grafmonument t.h.a. Limburgse Evacués  |
| 1995      | Uil in boom                                                                | Hans Jouta                         | Zorgcentrum Berchhiem, Prinses Margrietstraat 1                   | Bergum      | r.v.s. & brons                                        |                                        |
| 1995      | Toren met trap                                                             | Auke Wassenaar                     | OBS 't Partoer, H.W. Glinstrastraat                               | Bergum      | beton, baksteen, glas                                 | Toren met trap                         |
| 1996      | Dat wy rjocht en frijheid hoedzje (ter herdenking van de Melkstaking 1943) | Ale Dijkstra                       | Knilles Wytseswei                                                 | Suameer     | Metaal en beton op een sokkel van baksteen            | Ale Dijkstra,1996                      |
| 1997      | Reflecties                                                                 | Hans Kohnen                        | Beeldenpark Vijversburg, Bos van Ypeij, Swarteweisein             | Tietjerk    | hardsteen                                             | Reflecties                             |
| 1999      | Monumint foar it Bintsje                                                   | Anne Woudwijk                      | Plantsoen Koekoekswei / Damsingel                                 | Suameer     | Belgisch hardsteen en baksteen                        | Bintje Monument                        |
| 1999      | De drie Gratiën                                                            | Groenewoud/Buij                    | Beeldenpark Vijversburg, Bos van Ypeij, Swarteweisein             | Tietjerk    | staalplaat, fosforverzinkt en poedergecoat            | De Drie Gratiën                        |
| 1999      | Offer van Poseidon                                                         | Rob Schreefel                      | Beeldenpark Vijversburg, Bos van Ypeij, Swarteweisein             | Tietjerk    | graniet                                               | Offer aan Poseidon                     |
| 2000      | De boat fan foarhinne                                                      | Hanshan Roebers                    | Aan de Slachtedyk tussen Hardegarijp en Ryperkerk                 | Hardegarijp | eikenhout                                             | De boat fan foarhinne                  |
| 2000      | Zonder titel                                                               | Tjeerd Alkema                      | Beeldentuin Vijversburg                                           | Tietjerk    | staal                                                 | Tjeerd Alkema,2000                     |
| 2000      | Zonder titel                                                               | Tjeerd Alkema                      | Beeldentuin Vijversburg                                           | Tietjerk    | staal                                                 | Tjeerd Alkema,2000                     |
| 2000      | Zonder titel                                                               | Tjeerd Alkema                      | Beeldentuin Vijversburg                                           | Tietjerk    | staal                                                 | Tjeerd Alkema,2000                     |
| 2000      | Vredeman de Vrieshuis                                                      | Tjeerd Alkema                      | Beeldentuin Vijversburg                                           | Tietjerk    | hout                                                  | Tjeerd Alkema,2000                     |
| 2001      | De verstomde schreeuw                                                      | Fokke Veurman                      | Marwei                                                            | Oudkerk     | staal                                                 | De verstomde schreeuw                  |
| 2001      | Do,Si en My-Ree                                                            | Gerrit Terpstra                    | Muziekschool/Dagopvang Gehandicapten Bergum,Schoolstraat 90       | Bergum      | cortenstaal en koper                                  | Do,si en my-ree (detail)               |
| 2001      | Drie badpakken                                                             | Hilda Kanselaar en Rijna Makkinga  | Sportcomplex De Wetterstins, Lauermanstraat 16B                   | Bergum      | plaatstaal                                            | Drie badpakken                         |
| 2001      | It sil heve                                                                | Maree Blok en Bas Lugthart         | Canterlandsebrug                                                  | Giekerk     | keramiekl                                             | It sil heve                            |
| 2001      | Baudina's beuk                                                             | Hanshan Roebers en Wiebe de Vries  | Beeldenpark Vijversburg, Bos van Ypeij, Swarteweisein             | Tietjerk    | gegalvaniseerd staal                                  | Baudina's beuk                         |
| 2003      | Das Windpendel                                                             | Bernard Frank                      | Beeldenpark Vijversburg, Bos van Ypeij, Swarteweisein             | Tietjerk    | cortenstaal                                           | Das windpendel                         |
| 2003      | Wetterskulptuer                                                            | Rainer Fest                        | Markt                                                             | Bergum      | graniet, roestvrij staal                              | Wetterskulptuer                        |
| 2003      | Vader no.3                                                                 | Chris Booth                        | Beeldenpark Vijversburg, Bos van Ypeij, Swarteweisein             | Tietjerk    | hout,zwerfkei                                         | Chris Booth,2003                       |
| 2003      | De Kelk                                                                    | Ruud van de Wint                   | Overtuin Beeldenpark Vijversburg, Bos van Ypeij, Swarteweisein    | Tietjerk    | cortenstaal                                           | De kelk                                |
| 2003      | Toegangshek Groot Vijversburg                                              | Fortuyn/O'Brien                    | Overtuin Beeldenpark Vijversburg, Bos van Ypeij, Swarteweisein    | Tietjerk    | Gemoffeld en gecoat staal, platohout en gebakken klei | Hek Groot Vijversburg                  |
| 2004      | Perception                                                                 | Patricia Fijneman                  | Overtuin Beeldenpark Vijversburg, Bos van Ypeij, Swarteweisein    | Tietjerk    | verdichtingsvrij beton                                | Perception (Tietjerk)                  |
| 2005      | Mutatis mutandis                                                           | Dirk van Weelden                   | Beeldenpark Vijversburg                                           | Tietjerk    | graniet,staal                                         | Dirk van Weelden, 2005                 |
| 2005      | Intelligente ingewanden                                                    | Dirk van Weelden                   | Beeldenpark Vijversburg                                           | Tietjerk    | gietijzer                                             | Dirk van Weelden, 2005                 |
| 2005      | Mobilis in Mobile                                                          | Dirk van Weelden                   | Beeldenpark Vijversburg                                           | Tietjerk    | beton en staal                                        | Dirk van Weelden, 2005                 |
| 2006      | Gegrond                                                                    | Benne van der Velde en Erwin Adema | Weggetje naar de Zonnepont                                        | Suawoude    |                                                       | Gegrond                                |
| 2006      | De Foarmanderij                                                            | Jan Roos                           | Foarmanderij                                                      | Hardegarijp | cortenstaal                                           | De Fuormanderi                         |
| 2006      | Monument voor Klaas Koopmans                                               | Frans Ram                          | Dominee Minnemawei                                                | Garijp      | cortenstaal en staal                                  | Monument voor Klaas Koopmans           |
| 2006      | Éntente Florale 2006                                                       | Gerrit Kronemeijer                 | Gemeentehuis Tietjerkstradiel, Raadhuisweg 7                      | Bergum      | cortenstaal en staal                                  | Éntente Florale 2006                   |
| 2007      | Doarpsbank                                                                 | onbekend                           | Zuiderend                                                         | Suawoude    | hardsteen,keramiek                                    | Doarpsbank                             |
| 2009      | Poepekrús                                                                  | Frans Ram                          | Zomerweg                                                          | Bergum      | cortènstaal met hardstenenafdekplaat                  | Poepekrús                              |
| 2010      | De Kjellingen                                                              | Hans Jouta                         | De Kjellingen 17                                                  | Oostermeer  | gepatineerd brons, rvs, beton                         | Hans Jouta,2010                        |
| 2011      | Soft Concrete Benches                                                      | Tejo Remy en René Veenhuizen       | Overtuin park Groot Vijversburg                                   | Tietjerk    | beton                                                 | Soft Concrete Benches                  |
| 2011      | Volle bank reiziger                                                        | Paul Roncken                       | Zandpad aan het Bergumermar                                       | Oostermeer  | hout                                                  |                                        |
| 2013      | Marathonriders                                                             | Hans Jouta                         | It Wiid                                                           | Eernewoude  | cortenstaal                                           | Hans Jouta, 2013                       |
| 2015      | Zitgolf                                                                    | Martin Borchert                    | Markt                                                             | Bergum      | cortenstaal                                           | Martin Borchert, 2015                  |
| 2015      | Pleintafel                                                                 | Rienk Vlieger                      | it Wâltsje                                                        | Oostermeer  | hardhout en metaal                                    |                                        |
| 2016      | Hurdriiders                                                                | Sipke Boersma                      | Ovonde Rhaladyk en Marwei                                         | Oudkerk     | cortenstaal                                           | Sipke Boersma,2016                     |
| 2016      | Muze                                                                       | Oene van der Veen                  | Rengersweg / Marwei                                               | Oenkerk     | hout                                                  | Oene van der Veen, 2016                |
| 2016      | Earbetoan oan Hendrik Bulthuis                                             | Ids Willemsma                      | Centrale As N356                                                  | Burgum      | cortenstaal                                           | Earbetoan oan Hendrik Bulthuis         |
| 2022      | Ryk Troch Musyk                                                            | Oene van der Veen                  | Voor het winkelcentrum. Hoek Canterlandseweg / Rinia van Nautaweg | Gytsjerk    | brons                                                 | Ryk troch musyk                        |

Achtkarspelen ·
Ameland ·
Dantumadeel ·
De Friese Meren ·
Harlingen ·
Heerenveen ·
Leeuwarden ·
Noardeast-Fryslân ·
Ooststellingwerf ·
Opsterland ·
Schiermonnikoog ·
Súdwest-Fryslân ·
Smallingerland ·
Terschelling ·
Tietjerksteradeel ·
Vlieland ·
Waadhoeke ·
Weststellingwerf